# Jan Barszczewski

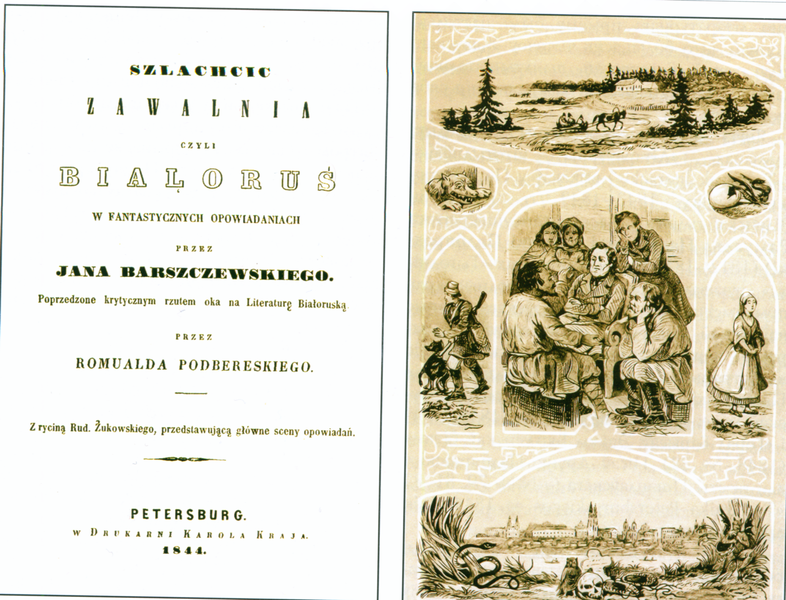
Utwór Barszczewskiego Szlachcic Zawalnia, czyli Białoruś w fantastycznych opowiadaniach

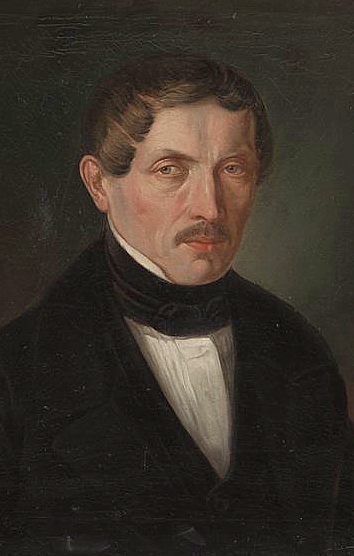
Portret Barszczewskiego pracy Karola Rypińskiego

Jan Barszczewski (biał.; Ян Баршчэўскі; ur. w 1790 lub 1794 w Murahach (w polskiej literaturze podaje się nazwę Moruchy, w obu przypadkach chodzi o wieś nad jeziorem Nieszczerdo koło Połocka), zm. 11 marca 1851 roku w Cudnowie) – polski i białoruski pisarz, poeta, wydawca.

## Życiorys
Urodził się powiecie połockim, w rodzinie greckokatolickiego kapłana. Jego ewentualne pochodzenie szlacheckie jest wątpliwe; w jego rodzinnej wsi mieszkała zarówno szlachta, jak i rodziny popów unickich o tym samym nazwisku. W okresie szkolnym Barszczewski mówiąc o ojcu określał go jako szlachcica (tak samo podano w przedmowie z 1844r. Romualda Podbereskiego do wyd. t. 1 Szlachcic Zawalnia), pomijał zaś jego stan duchowny, być może jednak dlatego, by ustrzec się drwin jezuickich wychowanków. Akt zgonu poety przynosi informację, że nie miał on pochodzenia szlacheckiego.
Uczył się w połockim kolegium jezuickim. W tym czasie utrzymywał się z pisania okolicznościowych często humorystycznych wierszy w języku ruskim na różne uroczystości w dworach szlacheckich, malował także obrazy dla szlachty. Utwory te nie zostały wydane, z wyjątkiem humorystycznego wiersza Rabunki mużykou (Рабункi мужыкоў), którego znaczny fragment wydano w przedmowie do t. 1 Szlachcica Zawalni. Po kolegium przez krótki czas był guwernantem w rodzinnych okolicach. W latach 20. i 30. XIX wieku utrzymywał się z prywatnego nauczania w Petersburgu (wykładał głównie grekę i łacinę), a od 1840 do 1844 wydawał tamże pismo Niezabudka (tamże opublikował swoje ballady: Wróżka Rusałka, Zdrój Dziewiczy, Poczanowska Góra). Pisywał także do Rocznika Literackiego. W stolicy zaznajomił się z Adamem Mickiewiczem, który podobno osobiście poprawiał jego wiersze oraz z Tarasem Szewczenką. Dużo podróżował po zachodzie Europy. Od 1847 na zaproszenie właściciela zamieszkał w majątku Rzewuskich w Cudnowie. Zmarł po długiej, kilkuletniej chorobie. Pochowany został na cmentarzu przykościelnym w Cudnowie.

## Twórczość
Pisał wiersze i opowiadania, głównie po polsku, ale też po białorusku. W tym drugim języku w 1809 roku napisał utwór Дзеванька, który stał się później pieśnią ludową.  W języku ruskim powstał jeszcze wiersz Гарэлiца. Jego główne dzieło to Szlachcic Zawalnia, czyli Białoruś w fantastycznych opowiadaniach, wydane w języku polskim w latach 1844-1846 (tom. 1 w 1844, t. 2 i 3 w 1845, oba wyd. K. Kraj, Petersburg, t. 4 w 1846, wyd. E. Pratz). W 1849 r. wydał tom swoich utworów pt. Proza i wiersze (wyd. T. Glücksberg, Kijów, t. 1 zawierał powieść Dusza nie w swoim ciele, utwór Sierota, wierszem i prozą oraz Melodye i Sonety). W swoich utworach poruszał chętnie tematy folklorystyczne oraz romantyczno-wzniosłego poczucia miłości do Białorusi i jej ludu.

## Upamiętnienie
- W Murachach znajduje się kamień upamiętniający pisarza[14]